# Летни олимпийски игри 1904
III летни олимпийски игри се провеждат в Сейнт Луис, САЩ, от 1 юли до 23 ноември 1904 г. Първоначално игрите е трябвало да се проведат в Чикаго, но поради панаира, който се провежда по същото време в града, е взето решение да бъдат преместени в Сейнт Луис.
МОК допуска същите грешки като по време на предишната олимпиада в Париж. Олимпиадата и провеждащото се ЕКСПО се сливат в едно цяло, което засенчва провеждащите се игри. Така олимпиадата продължава прекалено дълго.
Това са първите олимпийски игри, в които участват цветнокожи състезатели. 
За пръв път спортистите се награждават със златни, сребърни и бронзови медали.

## Важни моменти
- Маратонът се превръща в най-тежката и брутална дисциплина на олимпиадата. Проведен е в екстремно горещо време с огромни прашни облаци по пътищата, предизвикани от преминаващите коли и коне. На финала пръв пристига Фредерик Лорц. По-късно става ясно, че той се е возил в колата на треньора си 10 мили, след което тя се е развалила и той е продължил да тича до финала. Въпреки отнетия му медал Лорц печели Бостънския маратон през 1905 г. Победител в маратона става американецът Томас Хикс, който по време на бягането приема големи дози допинг от треньора си. На финала той е подпиран от няколко доктори.

- В много от спортовете участват само американци и състезанията се превръщат в републикански шампионати. Причината за това е, че чуждестранните спортисти са прекалено малко.

- Спортовете бокс, свободна борба, десетобой и вдигане на дъмбели правят своя дебют.

- Един от най-забележителните спортисти става американският гимнастик Джордж Айзер, който печели 6 златни медала, въпреки че единият му крак е дървен.

- Американецът Хари Хилман печели състезанията на 200 и 400 метра бягане с препятствия.

- Спринтьорът Арчи Хан печели състезанията на 60, 100 и 200 метра гладко бягане.

- Рей Юри за втори път печели всички дисциплини със скок.

- Най-добър чуждестранен атлет става германецът Емил Рауш, който печели три златни медала в плуването.

- Създателят на съвременните олимпийски игри барон Пиер дьо Кубертен не присъства на олимпиадата.

## Медали
| Витрина |                |       |        |       |      |
| Място   | Държава        | Злато | Сребро | Бронз | Общо |
| 1       | САЩ            | 78    | 82     | 79    | 239  |
| 2       | Германия       | 4     | 4      | 5     | 13   |
| 3       | Куба           | 4     | 2      | 3     | 9    |
| 4       | Канада         | 4     | 1      | 1     | 6    |
| 5       | Унгария        | 2     | 1      | 1     | 4    |
| 6       | Великобритания | 1     | 1      | 0     | 2    |
| 7       | Смесен отбор   | 1     | 0      | 1     | 2    |
| 8       | Гърция         | 1     | 0      | 1     | 2    |
| 9       | Швейцария      | 1     | 0      | 1     | 2    |
| 10      | Австрия        | 0     | 0      | 1     | 1    |

## Олимпийски спортове
| - Скокове във вода - Плуване - Водна топка - Стрелба с лък - Лека атлетика - Баскетбол - Бокс - Колоездене - Фехтовка - Футбол |  | - Голф - Гимнастика - Лакрос - Американски крикет - Академично гребане - Тенис - Дърпане на въже - Вдигане на тежести - Борба |

## Страни, взели участие
- Австрия
- Австралия
- Канада
- Куба
- Франция
- Германия
- Великобритания
- Гърция
- Унгария
- ЮАР
- Швейцария
- САЩ